# Campeonato Mundial de Natação em Piscina Curta de 2014 - 100 m costas feminino
A prova dos 100 metros nado costas feminino do Campeonato Mundial de Natação em Piscina Curta de 2014 foi disputado entre 3 e 4 de dezembro no Centro Aquático Aspire Sports Complex em Doha.

## Recordes
Antes desta competição, os recordes mundiais e do campeonato nesta prova eram os seguintes:
|    | Name             | Nation         | Time  | Location | Date                   |
| -- | ---------------- | -------------- | ----- | -------- | ---------------------- |
| WR | Shiho Sakai      | Japão          | 55.23 | Berlim   | 15 de novembro de 2009 |
| CR | Natalie Coughlin | Estados Unidos | 56.08 | Dubai    | 16 de dezembro de 2010 |

Os seguintes recordes foram estabelecidos durante a competição:
| Date          | Prova         | Nome           | Nacionalidade | Tempo | Recorde |
| ------------- | ------------- | -------------- | ------------- | ----- | ------- |
| 3 de dezembro | Eliminatórias | Katinka Hosszú | Hungria       | 55.70 | CR      |
| 4 de dezembro | Final         | Katinka Hosszú | Hungria       | 55.03 | WR, CR  |

## Medalhistas
| Ouro                 | Prata               | Bronze              |
| Katinka Hosszú (HUN) | Emily Seebohm (AUS) | Daryna Zevina (UKR) |

## Resultados

### Eliminatórias
As eliminatórias ocorreram dia 3 de dezembro.  
| Colocação | Bateria | Raia | Nome                    | Nacionalidade            | Tempo   | Notas |
| --------- | ------- | ---- | ----------------------- | ------------------------ | ------- | ----- |
| 1         | 8       | 4    | Katinka Hosszú          | Hungria                  | 55.70   | Q, CR |
| 2         | 7       | 4    | Emily Seebohm           | Austrália                | 56.59   | Q     |
| 3         | 6       | 4    | Mie Nielsen             | Dinamarca                | 57.05   | Q     |
| 4         | 8       | 5    | Daryna Zevina           | Ucrânia                  | 57.07   | Q     |
| 5         | 6       | 3    | Kathleen Baker          | Estados Unidos           | 57.11   | Q     |
| 6         | 8       | 3    | Etiene Medeiros         | Brasil                   | 57.36   | Q, SA |
| 7         | 7       | 5    | Madi Wilson             | Austrália                | 57.48   | Q     |
| 8         | 8       | 2    | Simona Baumrtová        | Chéquia                  | 57.61   | Q     |
| 9         | 6       | 5    | Sayaka Akase            | Japão                    | 57.67   | Q     |
| 10        | 7       | 3    | Michelle Coleman        | Suécia                   | 57.70   | Q     |
| 11        | 5       | 0    | Amy Bilquist            | Estados Unidos           | 57.82   | Q     |
| 12        | 7       | 6    | Georgia Davies          | Reino Unido              | 57.90   | Q     |
| 13        | 6       | 8    | Duane Da Rocha          | Espanha                  | 58.15   | Q     |
| 13        | 7       | 8    | Hilary Caldwell         | Canadá                   | 58.15   | Q     |
| 15        | 6       | 6    | Daria Ustinova          | Rússia                   | 58.16   | Q     |
| 16        | 6       | 1    | Arianna Barbieri        | Itália                   | 58.26   | Q     |
| 17        | 8       | 8    | Yekaterina Rudenko      | Cazaquistão              | 58.44   |       |
| 18        | 8       | 7    | Shiho Sakai             | Japão                    | 58.46   |       |
| 19        | 7       | 9    | Alicja Tchórz           | Polónia                  | 58.56   |       |
| 20        | 5       | 5    | Andrea Berrino          | Argentina                | 58.60   |       |
| 21        | 6       | 7    | Carolina Colorado Henao | Colômbia                 | 58.75   |       |
| 22        | 5       | 8    | Kimberly Buys           | Bélgica                  | 58.87   |       |
| 23        | 7       | 7    | Eygló Ósk Gústafsdóttir | Islândia                 | 59.06   |       |
| 24        | 8       | 1    | Amit Ivry               | Israel                   | 59.08   |       |
| 25        | 8       | 6    | Wang Xueer              | China                    | 59.21   |       |
| 26        | 5       | 4    | Genevieve Cantin        | Canadá                   | 59.42   |       |
| 27        | 7       | 2    | Stephanie Au            | Hong Kong                | 59.44   |       |
| 28        | 6       | 0    | Ekaterina Avramova      | Turquia                  | 59.46   |       |
| 29        | 6       | 9    | Chen Jie                | China                    | 59.54   |       |
| 30        | 8       | 0    | Mathilde Cini           | França                   | 59.55   |       |
| 31        | 7       | 0    | Ida Lindborg            | Suécia                   | 59.63   |       |
| 31        | 8       | 9    | Mimosa Jallow           | Finlândia                | 59.63   |       |
| 33        | 4       | 5    | Isabella Arcila         | Colômbia                 | 59.73   |       |
| 34        | 7       | 1    | Jenny Mensing           | Alemanha                 | 59.77   |       |
| 35        | 6       | 2    | Anastasiia Osipenko     | Rússia                   | 59.95   |       |
| 36        | 5       | 3    | Jördis Steinegger       | Áustria                  | 1:00.04 |       |
| 37        | 5       | 7    | Tereza Grusová          | Chéquia                  | 1:00.27 |       |
| 38        | 5       | 2    | Sarah Bro               | Dinamarca                | 1:00.40 |       |
| 39        | 4       | 3    | Anni Alitalo            | Finlândia                | 1:00.83 |       |
| 40        | 4       | 8    | Zanre Oberholzer        | Namíbia                  | 1:00.90 |       |
| 41        | 4       | 4    | Elise Olsen             | Noruega                  | 1:00.94 |       |
| 42        | 4       | 7    | Ranohon Amanova         | Uzbequistão              | 1:00.98 |       |
| 43        | 3       | 2    | Anna Schegoleva         | Chipre                   | 1:01.02 |       |
| 44        | 3       | 4    | Erin Gallagher          | África do Sul            | 1:01.17 |       |
| 45        | 5       | 9    | Lehesta Kemp            | África do Sul            | 1:01.22 |       |
| 46        | 4       | 6    | Karolina Hájková        | Eslováquia               | 1:01.40 |       |
| 47        | 4       | 9    | Ajna Késely             | Hungria                  | 1:02.01 |       |
| 48        | 4       | 2    | Tatiana Perstniova      | Moldávia                 | 1:02.19 |       |
| 49        | 5       | 1    | Alexus Laird            | Seicheles                | 1:02.20 |       |
| 50        | 2       | 7    | Caylee Watson           | Ilhas Virgens Americanas | 1:02.22 |       |
| 51        | 5       | 6    | Ambra Esposito          | Itália                   | 1:02.53 |       |
| 52        | 3       | 3    | Sezin Eligül            | Turquia                  | 1:03.07 |       |
| 53        | 3       | 5    | Roxanne Yu              | Filipinas                | 1:03.09 |       |
| 53        | 4       | 1    | Inés Remersaro          | Uruguai                  | 1:03.09 |       |
| 55        | 3       | 8    | Araya Wongvat           | Tailândia                | 1:03.77 |       |
| 56        | 3       | 9    | Mónica Ramírez          | Andorra                  | 1:03.93 |       |
| 57        | 3       | 6    | Lauren Hew              | Ilhas Caimã              | 1:04.37 |       |
| 58        | 3       | 7    | Talisa Lanoe            | Quênia                   | 1:04.47 |       |
| 59        | 4       | 0    | Lara Butler             | Ilhas Caimã              | 1:05.32 |       |
| 60        | 2       | 6    | Chiara Gualtieri        | San Marino               | 1:06.00 |       |
| 61        | 2       | 3    | Maeform Borriello       | Honduras                 | 1:06.27 |       |
| 62        | 2       | 5    | Evelina Afoa            | Samoa                    | 1:06.46 |       |
| 63        | 3       | 0    | Deandre Small           | Barbados                 | 1:07.20 |       |
| 64        | 3       | 1    | Ariana Herranz          | Filipinas                | 1:07.36 |       |
| 65        | 2       | 2    | Anna-Liza Mopio-Jane    | Papua-Nova Guiné         | 1:07.98 |       |
| 66        | 2       | 8    | Yuliya Stisyuk          | Azerbaijão               | 1:08.45 |       |
| 67        | 2       | 1    | Shanice Paraka          | Papua-Nova Guiné         | 1:09.72 |       |
| 68        | 2       | 4    | Estellah Fils           | Madagáscar               | 1:09.99 |       |
| 69        | 2       | 0    | Meryem Bada             | Marrocos                 | 1:10.70 |       |
| 70        | 2       | 9    | Areeba Shaikh           | Paquistão                | 1:14.49 |       |
| 71        | 1       | 4    | Sonia Tumiotto          | Tanzânia                 | 1:16.35 |       |
| 72        | 1       | 5    | Diana Basho             | Albânia                  | 1:16.86 |       |
| 73        | 1       | 6    | Roylin Akiwo            | Palau                    | 1:19.18 |       |
| —         | 1       | 3    | Goodnews Egirgi         | Nigéria                  |         | DNS   |

### Semifinal
A semifinal  ocorreu dia 3 de dezembro. 

#### Semifinal 1
| Colocação | Raia | Nome             | Nacionalidade | Tempo | Notas |
| --------- | ---- | ---------------- | ------------- | ----- | ----- |
| 1         | 5    | Daryna Zevina    | Ucrânia       | 56.23 | Q     |
| 2         | 4    | Emily Seebohm    | Austrália     | 56.32 | Q     |
| 3         | 7    | Georgia Davies   | Reino Unido   | 56.82 | Q     |
| 4         | 3    | Etiene Medeiros  | Brasil        | 57.13 | Q, SA |
| 5         | 6    | Simona Baumrtová | Chéquia       | 57.37 |       |
| 6         | 2    | Michelle Coleman | Suécia        | 57.51 |       |
| 7         | 1    | Hilary Caldwell  | Canadá        | 57.88 |       |
| 8         | 8    | Arianna Barbieri | Itália        | 58.50 |       |

#### Semifinal 2
| Colocação | Raia | Nome           | Nacionalidade  | Tempo | Notas |
| --------- | ---- | -------------- | -------------- | ----- | ----- |
| 1         | 4    | Katinka Hosszú | Hungria        | 56.65 | Q     |
| 2         | 5    | Mie Nielsen    | Dinamarca      | 56.87 | Q     |
| 3         | 6    | Madi Wilson    | Austrália      | 56.91 | Q     |
| 4         | 3    | Kathleen Baker | Estados Unidos | 57.25 | Q     |
| 5         | 2    | Sayaka Akase   | Japão          | 57.52 |       |
| 6         | 7    | Amy Bilquist   | Estados Unidos | 57.65 |       |
| 7         | 1    | Duane Da Rocha | Espanha        | 57.80 |       |
| 8         | 8    | Daria Ustinova | Rússia         | 58.07 |       |

### Final
A final teve sua disputa realizada em 4 de dezembro. 
| Colocação         | Raia | Nome            | Nacionalidade  | Tempo | Notas |
| ----------------- | ---- | --------------- | -------------- | ----- | ----- |
| Medalha de ouro   | 3    | Katinka Hosszú  | Hungria        | 55.03 | WR    |
| Medalha de prata  | 5    | Emily Seebohm   | Austrália      | 55.31 | OC    |
| Medalha de bronze | 4    | Daryna Zevina   | Ucrânia        | 55.54 |       |
| 4                 | 7    | Madi Wilson     | Austrália      | 56.37 |       |
| 5                 | 2    | Mie Nielsen     | Dinamarca      | 56.62 |       |
| 6                 | 8    | Kathleen Baker  | Estados Unidos | 57.07 |       |
| 7                 | 1    | Etiene Medeiros | Brasil         | 57.72 |       |
| 8                 | 6    | Georgia Davies  | Reino Unido    | 57.77 |       |

Legenda
| Recorde mundial       | Recorde mundial (World record)               |                       | Recorde africano                      | Recorde africano (African) |                                           | Q | Classificado por posição (Qualified) |
| Recorde do campeonato | Recorde do campeonato (Championship record)  | Recorde da América    | Recorde da América (Americas)         | q                          | Classificado por melhor tempo (Qualified) |   |                                      |
| Melhor marca do ano   | Melhor marca do ano (World leading)          | Recorde asiático      | Recorde asiático (Asian)              | DNS                        | Não largou (Did not start)                |   |                                      |
| Recorde nacional      | Recorde nacional (National record)           | Recorde europeu       | Recorde europeu (European)            | DNF                        | Não terminou (Did not finish)             |   |                                      |
| Recorde pessoal       | Recorde pessoal do atleta (Personal best)    | Recorde da Oceania    | Recorde da Oceania (Oceania)          | DSQ / DQ                   | Desclassificado (Disqualified)            |   |                                      |
| Recorde da temporada  | Recorde da temporada do atleta (Season best) | Recorde sul-americano | Recorde sul-americano (South America) | NM                         | Sem marca (No mark)                       |   |                                      |